# Country rap
El country-rap es una fusión de la música country y el rap. Se le conoce por varios nombres, como "hick hop," "hill hop," "hip hopry," y "country hip hop". Cowboy Troy es el artista de country-rap más popular.
El éxito "Loser" (1994) del músico alternativo Beck, es un ejemplo popular de esta fusión.Bubba Sparxxx es uno de los raperos más conocidos con influencias del country (especialmente desde su segundo álbum, Deliverance), además de Buck 65, Kid Rock o Yelawolf, aunque estos dos últimos se les podría catalogar más de artistas de country influenciados del rap-rock.